# Nephoptera dezfouliani
Nephoptera dezfouliani is een rechtvleugelig insect uit de familie sabelsprinkhanen (Tettigoniidae). De wetenschappelijke naam van deze soort is voor het eerst geldig gepubliceerd in 1969 door Mirzayans & Morales-Agacino.